# Sản phẩm của gen

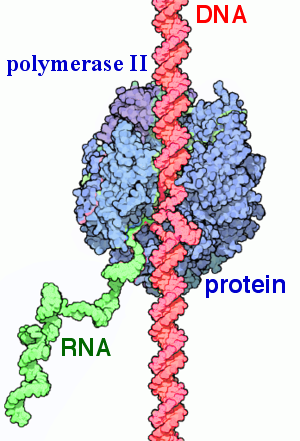
Phiên mã từ gen (màu hồng) nhờ pôlymêraza (xanh dương) tạo ra sản phẩm của gen là RNA (màu lục).

Sản phẩm của gen là vật chất hóa sinh được tạo ra trong quá trình biểu hiện của gen, nghĩa là RNA hoặc prôtêin. Bởi vì prôtêin là kết quả của quá trình dịch mật mã di truyền từ mRNA (RNA thông tin) có sự phối hợp của tRNA và rRNA, nên có thể nói gọn: sản phẩm gen là RNA.
Đây là thuật ngữ trong Di truyền học, dịch từ tiếng Anh là gene product.
Vì sản phẩm gen là kết quả biểu hiện của gen, nên xác định lượng sản phẩm gen có thể suy ra mức độ hoạt động của gen. Trong chẩn đoán bệnh di truyền y học, việc xác định sản phẩm của gen thường áp dụng với prôtêin, hơn là với RNA, vì dễ hơn và vì có thể phát hiện protein bất thường. Ở người, lượng prôtêin bất thường luôn liên quan chặt chẽ với các alen gây bệnh, có thể biểu hiện ở các mức độ khác nhau:
- Không có prôtêin do gen không hoạt động.
- Prôtêin ít hơn bình thường, do gen giảm biểu hiện.
- Prôtêin nhiều hơn bình thường do gen tăng cường biểu hiện.
- Prôtêin khác thường do gen đã bị đột biến thành alen khác, tạo ra sản phẩm khác.

Chẳng hạn như bệnh PKU ở người là do không có sản phẩm của gen PAH. Cơ chế gây bệnh là gen PAH này mã hóa enzym phênylalanin hyđrôxylaza (phenylalanine hydroxylase) đã bị đột biến thành alen mất chức năng. Do đó, trong chẩn đoán người bệnh bị PKU, nếu không phát hiện phenylalanine hydroxylase thì rất có thể người bệnh đã bị đột biến mất chức năng của gen PAH này. Ngược lại, một số gen khác như gen sinh ung thư hoạt động quá mức lại có thể gây ung thư, thì lượng prôtêin do chúng tạo ra lại tăng bất thường.

## Sản phẩm RNA
RNA gồm rất nhiều loại, có loại không mã hóa cho bất kỳ prôtêin nào nhưng vẫn cần cho hoạt động sống, nên nó vẫn duy trì một lượng nhất định ở tế bào sống. Chức năng của RNA phụ thuộc vào phân loại của nó. Những vai trò này bao gồm:
- làm khuôn trực tiếp tổng hợp nên prôtêin.
- hỗ trợ tổng hợp prôtêin.
- xúc tác các phản ứng sinh hoá.
- điều hòa các quá trình sinh hóa.

Tổng hợp prôtêin không chỉ cần mRNA làm khuôn dịch mã, mà còn cần sự hỗ trợ bởi các loại phân tử RNAA khác, như tRNA lắp chính xác amino acid (do nó nhận biết nhờ bộ ba đối mã mà nó mang) vào chuỗi polypeptit theo mã gốc mà gen quy định;  rRNA (thành phần chính của ribosome) thực hiện tổng hợp prôtêin.
Một loại RNA có thể tham gia vào quá trình điều hòa biểu hiện gen là miRNA (microRNA) nhờ khả năng làm chậm dịch mã, vì nó có thể liên kết với mRNA để kìm hãm hoặc ngăn chặn hoàn toàn quá trình dịch mã. Các RNA can thiệp (siRNA) có thể hoạt động theo cơ chế điều hòa âm tính, do nó hoạt động trong phức hợp RISC, từ đó liên kết với trình tự gen đích để ngăn chặn phiên mã của mRNA, nên gọi là RNA can thiệp.

## Sản phẩm là prôtêin
Protein là sản phẩm của gen cấu trúc, được tạo nên từ quá trình dịch mã của phân tử mRNA. Ngay sau khi được tạo nên, protein mới chỉ là chuỗi polypeptit tuyến tính (mạch thẳng) và chỉ có chức năng sinh học khi ở cấu trúc bậc III hoặc bậc IV, sau khi trải qua nhiều biến đổi phức tạp. Do đó, tuy gen cấu trúc tạo ra protein, nhưng sản phẩm này có hoạt động đúng hay không với nhu cầu của tế bào sống, thì còn phụ thuộc vào nhiều yếu tố khác.

### Chức năng protein
Nói chung, protein rất quan trọng vì chúng đảm nhiệm hàng loạt chức năng sống còn của tế bào sống cũng như của cả cơ thể. Ở mức độ đơn giản nhất, protein tham gia các chức năng sinh học sau:
- Cấu trúc (thành phần cấu tạo nên hầu hết các bào quan)
- Xúc tác (các enzim có bản chất là protein)
- Điều hòa (nhiều loại hoocmôn là protein)
- Bảo vệ (kháng thể, phát sinh miễn dịch đều nhờ protein)
- Vận động (gây cử động, sinh năng lượng)

Ngoài ra, còn chức năng đặc biệt khác như "tháo/lắp" các đại phân tử (chaperone proteins) và tham gia vào nhân đôi DNA, phiên mã và dịch mã.